# Manoverboordmanoeuvre

De seinvlag 'man overboord'

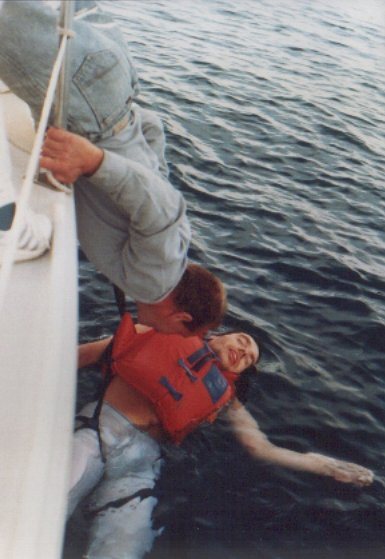
Reddingsoperatie

Een manoverboordmanoeuvre wordt toegepast om een in het water terechtgekomen persoon te redden. Het is essentieel automatismen aan te kweken, zodat alles gebeurt met een minimum aan orders. Daarom zouden manoverboordmanoeuvres regelmatig geoefend moeten worden. Het is belangrijk dat het schip vlug kan terugkeren naar de drenkeling en een goede positie kan aannemen ten opzichte van de drenkeling zodanig dat hij gemakkelijk gered kan worden. Dit wil zeggen aan de lijzijde van het schip.

## Manoeuvres
Voor toepassing op open zee bestaan er drie hoofdmanoeuvres: Anderson-turn, Williamson-turn en Scharnow-turn. De belangrijkste factor voor de keuze is de tijdspanne tussen de val over boord en de ontdekking van het ongeval.

### Anderson-turn

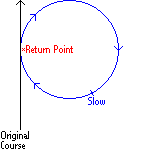
De Anderson-turn

Wanneer de drenkeling in het water zichtbaar is, is onmiddellijke actie vereist en is de Anderson-turn de beste en snelste manoeuvre. Bij deze draai wordt het roer hard overgebracht. Bij een koersverschil van 250° ten opzichte van de oorspronkelijke koers wordt het roer midscheeps gebracht en begint de stopmanoeuvre. Deze stopmanoeuvre neemt ongeveer 4 à 7 minuten in beslag. Bij deze manoeuvre is het belangrijk over goed zeemanschip te beschikken en een goed gevoel over en goede kennis van de manoeuvreereigenschappen van het schip te hebben, zodat het juiste moment bepaald kan worden voor het einde van de draaicirkel, het verminderen en de snelheid en het stoppen.

### Williamson-turn

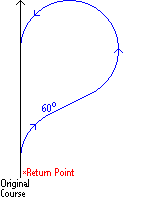
De Williamson-turn

Bij vertraagde actie, dus wanneer de drenkeling door een ooggetuige wordt opgemerkt en dit aan de brug wordt medegedeeld, zal de Williamson-turn worden toegepast. Het roer wordt daarbij hard over in de richting van de drenkeling gebracht. Na een afwijking van 60 à 70° ten opzichte van de oorspronkelijke koers wordt het roer over naar de andere kant gebracht. Op 20° van de tegengestelde koers wordt het roer midscheeps gebracht zodat het schip op een tegengestelde koers komt. De motor wordt pas gereduceerd na uitvoeren van de hele manoeuvre. Het is een klassieke manoeuvre om zachtjes terug te komen op dezelfde plaats op tegengestelde koers en is vooral geschikt bij slechte zichtbaarheid of 's nachts. De manoeuvre wordt door de meeste zeelieden beschouwd als de zekerste methode om een drenkeling te redden, maar het is ook de traagste. Dikwijls duurt het meer dan 15 minuten voor een drenkeling in zicht is.

### Scharnow-turn

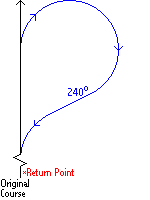
De Scharnow-turn

Deze manoeuvre wordt verkozen wanneer er sprake is van een vermiste persoon waarvan pas na een langere tijd de afwezigheid wordt vastgesteld. Bij een langere afgelegde weg zal de manoeuvre sneller zijn dan de Williamson-turn. Het roer wordt hard overgebracht en na een afwijking van 240° van de originele koers wordt het roer overgebracht naar de tegenovergestelde kant. Op 20° van de tegengestelde koers wordt het roer midscheeps gebracht zodat het schip op een tegengestelde koers komt. Dan wordt het toerental van de motor gereduceerd om uiteindelijk te stoppen.